# Gillian Lindsay
Gillian Lindsay, född den 24 september 1973 i Paisley i Storbritannien, är en brittisk roddare.
Hon tog OS-silver i scullerfyra i samband med de olympiska roddtävlingarna 2000 i Sydney.